# Бардаков, Пётр Григорьевич
Пётр Григорьевич Бардаков (Бордаков) (1756—1821) — русский военный деятель эпохи наполеоновских войн, генерал-лейтенант.

## Биография
Родился в 1756 году; происходил из дворян Костромской губернии.
22 мая 1767 года записан капралом в лейб-гвардии Измайловский полк, 1 января 1771 года произведён в сержанты. 1 января 1778 года произведён в прапорщики, 1 января 1779 года — в поручики.
В 1782 году из гвардии переведён с чином подполковника в Московский пехотный полк, 9 марта 1787 года определён для сформирования батальона Екатеринославского егерского корпуса. Воевал с турками в 1787—1791 годах. Удостоен 14 апреля 1789 года ордена Святого Георгия 4-го класса:
за отличную храбрость, оказанную при атаке крепости Очакова.
 В полковники произведён 21 апреля 1789 года за отличие под Мачином, направлен для сформирования Тульского пехотного полка. С 21 июня 1789 по 6 января 1790 — командир Тульского пехотного полка, участвовал с полком при занятии крепости Бендер, переведён в Фанагорийский полк. 23 марта 1793 года переведён в Ингерманландский карабинерный полк.
В 1794 году сражался в Польше и за храбрость награждён 15 сентября 1794 года орденом Святого Георгия 3-го класса:
за усердную службу и отличную храбрость, оказанную им при Любане с мятежниками польскими, где он, ударив в неприятеля, поразил оного и тем способствовал совершенно победе тут одержанной.
20 апреля 1797 года был произведён генерал-майоры с назначением шефом Казанского кирасирского полка. В генерал-лейтенанты пожалован 18 октября 1798 года.
7 февраля 1799 года был уволен в отставку. 28 марта 1801 года принят на службу с назначением комендантом в Вильно. 10 октября 1801 года снят с комендантов, а 1 января 1804 года уволен в отставку.
В 1812 году возглавил Костромское ополчение и в 1813 году находился с ним при осаде крепостей Бреславль и Глогау. 28 октября 1814 года Костромское ополчение было распущено по домам.
Умер 3 января 1821 года и был похоронен в Новодевичьем монастыре в Москве.